# Elvis The Concert
Elvis The Concert, depois renomeado para Elvis Presley in Concert, é um espetáculo musical criado em 1997 como parte das homenagens de 20 anos da morte de Elvis Presley em Memphis. Esse espetáculo que aconteceu pela primeira vez em 16 de agosto, pode ser avaliado como uma superprodução, que reúne ao vivo, no palco, integrantes da banda de Elvis no período de 1969 até 1977, tudo isso com a imagem de Elvis projetada por modernos feixes de luz e lasers em um telão. 
Esta pode ser considerada a primeira turnê mundial do cantor. Afinal, em sua carreira, Elvis realizou apenas cinco shows fora dos Estados Unidos, cinco apresentações em três cidades do Canadá no ano de 1957.

## História
Esse projeto teve sua primeira turnê nos Estados Unidos em 1998, depois do sucesso da apresentação no ano anterior. Logo em seguida, em 1999, começou a percorrer todo o planeta, tudo devido ao grande sucesso de crítica e público, tornando-se um projeto rentável. Entre os países visitados podemos citar Alemanha, Brasil, Chile, Canadá, Inglaterra, Bélgica, Finlândia, Suécia, Dinamarca, Noruega, Países Baixos, Irlanda, França, Escócia, País de Gales, Áustria, Austrália, Japão, Singapura e Suíça.
O repertório dos shows compreende o período de 1968 até 1973, extraído dos especiais de televisão Aloha from Hawaii e Elvis NBC TV Special e dos documentários That's The Way It Is e Elvis on Tour. Foram removidos todos os sons externos das cenas, com isso se isolou o vocal de Elvis. Esse efeito permite que Elvis cante, enquanto a banda o acompanha ao vivo. A imagem de Elvis é projetada pouco à frente da banda em um telão. O público não vê contornos do telão e aquelas pessoas que estiverem um pouco mais distante do palco, terão a nítida impressão de que Elvis realmente está no palco, cantando.

### Brasil
No ano de 2012, o espetáculo foi apresentado pela primeira vez na América do Sul, com seis apresentações no Brasil no mês de Outubro, sendo quatro apresentações em São Paulo no Ginásio do Ibirapuera e uma extra no Via Funchal, uma no Rio de Janeiro no Ginásio do Maracanãzinho e uma em Brasília no Ginásio Nilson Nelson. Sendo que entre Setembro e Novembro uma exposição, a Elvis Experience, foi mostrada ao público brasileiro na cidade de São Paulo no Shopping Eldorado. Porém, com o alto número de pessoas, de duas a três mil por dia, a exposição foi estendida até dezembro.
Os três shows no Ibirapuera bem como no Maracanãzinho e Nilson Nelson ficaram lotados, com exceção do show extra no Via Funchal, devido aos alto preço dos ingressos além do anúncio da realização do espetáculo ter sido feito poucos dias antes.
Devido ao grande sucesso, a turnê voltou ao Brasil em 2013, igualmente no mês de Outubro, porém com um acréscimo de mais três cidades na turnê. Dois shows em São Paulo no Ibirapuera, um no Rio de Janeiro no Maracanãzinho, outro no Mineirinho em Belo Horizonte, Brasília também recebe novamente o show, porém em outro local, na arena Brasília. Três novas cidades irão receber o espetáculo: Porto Alegre (Ginásio Gigantinho), Recife (Chevrolet Hall),  Curitiba (Expo Unimed).
Assim como no ano anterior, a exposição Elvis Experience foi apresentada ao público brasileiro em 2013, dessa vez na cidade de Porto Alegre no "Barra Shopping Sul", entre os meses de maio de julho. 

### Chile
Em novembro o espetáculo também será apresentado no Chile, com dois shows em Santiago nos dias 4 e 5 de novembro no "Teatro Caupolican".

## Repertório
- Also Sprach Zarathustra/Opening Vamp
- See See Rider
- Burning Love
- Steamroller Blues
- Love Me
- I Can't Stop Loving You
- Elvis apresenta a banda
- Johnny B. Goode
- You Gave Me A Mountain
- That's All Right
- Hound Dog
- Don't Be Cruel
- Heartbreak Hotel
- Are You Lonesome Tonight?
- All Shook Up
- Blue Suede Shoes
- Love Me Tender
- In the Ghetto
- Sweet, Sweet Spirit (performance do "Stamps Quartet")
- How Great Thou Art
- If I Can Dream
- A Little Less Conversation
- Rubberneckin
- Trouble
- Polk Salad Annie
- You've Lost That Loving Feeling
- You Don't Have To Say You Love Me
- Mystery Train/Tiger Man
- Bridge Over Troubled Water
- The Wonder Of You
- Suspicious Minds
- I'll Remember You
- What Now My Love
- Long Tall Sally/Whole Lotta Shakin' Goin' On
- A Big Hunk O' Love
- My Way
- An American Trilogy
- Can't Help Falling In Love
- Closing Vamp

## Participantes
- Elvis Presley
- James Burton - Guitarra
- Norbert Putnam - Baixo
- Ronnie Tutt - Bateria
- Glen D. Hardin - Piano
- Ron Feuer - Teclado
- Joe Guercio - Orquestra
- The Imperials, The Stamps Quartet, The Sweet Inspirations - Vocais